# 아시아라이 저택의 주민들
일본 만화. 작가는 미나기 토쿠이치이다.
주인공인 타무라 후쿠타로가 아시아라이 저택으로 이사오면서 벌어지는 기상천외한 이야기를 담은 만화로 현재(2015.11.29) 한국에 13권의 완결로 정발이 되었다.
등장인물 대다수가 악마나 요괴, 요정, 사이보그 등 초자연적인 것이 특징이다.

## 참조
- ISBN 978-89-542-3855-7